# Valdemar IV. Danski
Valdemar IV. Atterdag (dansko Valdemar IV Atterdag) je bil od leta 1340 do svoje smrti kralj Danske, * okoli 1320, † 24. oktober 1375, grad Gurre blizu današnjega Helsingørja.
Vzdevek "Atterdag" v danščini dobesedno pomeni "ponovni dan" in se v nemškem zgodovinopisjuse  običajna enači s frazo "V kakšnih časih živimo!"  
Waldemar Atterdag je bil oče danske kraljice Margarete I. Danske.

## Življenje
Waldemar je bil najmlajši sin danskega kralja Krištofa II. in Eufemije Pomorjanske-Wolgast, hčere vojvode Bogislava IV. Od leta 1326 do 1338 se je šolal na dvoru rimsko-nemškega cesarja Ludvika Bavarskega. Leta 1340 je postal danski kralj in se poročil s Helvigo, hčerko Erika II. Schleswiškega. Leta 1347 je na romanju v Jeruzalem je od brandenburškega mejnega grofa Ludvika prejel naslov vitez Svetega groba.
Med vladavino Waldemarja Atterdaga je v letih 1348–1350 v Evropi prvič izbruhnila kuga, ki je pomorila tudi veliko ljudi v severni Evropi. Začele so se tudi tako imenovane Waldemarjeve vojne – vojni Danske s Hanso  v letih 1360–1370. 
Waldemar Atterdag je umrl leta 1375. Pokopan je bil v Vordingborgu in leta 1377 prenešen v cerkev opatije Sorø.

## Politika
V času, ko je okoli leta 1336 postal polnoleten, Danska ni imela osrednje vlade. Zastavljenim provincam so vladali zastavni upniki, včasih tudi podupniki. Pred tem je leta 1334 spodletela vstaja njegovega starejšega brata, ki je cesarju Ludviku Bavarskemu omogočila posredovanje med Valdemarjem in grofom Holsteina Gerhardom III. Za posrednika se je ponudil Istoimenski cesarjev sin. Do prevzema oblasti na Danskem bi lahko prišlo šele po grofovi smrti, saj je grof na prestol postavil svojega nečaka kot Valdemarja III. in bil tako dejansko guverner Danske.

### Obnova enovite države
Po atentatu na Gerharda III. je bil Valdemar leta 1340 izvoljen za danskega kralja. Njegova oblast je bila zelo omejena, saj je obsegala le severni del Jutlandije. Del Jutlandije severno od Königsaua je bil zastavljen nekdanjemu kralju Valdemarju III.,  medtem ko je bil Schleswig zastavljen grofom Holsteinom. Skåne je njegov zastavni upnik prodal kralju Magnusu Erikssonu. Valdemar IV. je imel kot danski kralj pravico o odkupa zastavljenih ozemelj.
Valdemar je začel odkupovati Zeeland, pri čemer mu je pomembno pomagal škof Roskildeja. Valdemar je na splošno uspel pridobiti Cerkev za svojo najpomembnejšo zaveznico. Na voljo mu je bil København in v naslednjih letih je z osvajanjem ali unovčenjem zastav pridobival grad za gradom. Za sodne izvršitelje je najraje uporabljal kanonike. Sredstva za svojo nadaljnjo širitev je pridobival  iz dohodkov od odkupljenih gradov, davkov in od prodaje kronskih pravic v Estoniji, ki jih je prodal Tevtonskemu viteškemu redu. Pomemben financer je bila družina Wittelsbach. Od leta 1349 do 1354 se je na njihovi strani udeležil več pohodov v Nemčijo. V dogovoru s papežem bi lahko obdavčil celo dansko Cerkev. Svoje privržence je uspel namestiti v različne stolne kapitlje, preko katerih je nato lahko Cerkvi podeljeval beneficije. Na ta način je v sodelovanju s papežem v Avignonu prvič dobil popoln nadzor nad danskimi cervenimi sedeži. Ko je umrl, so skoraj vse škofije zasedali njegovi privrženci.
Do leta 1349 je obnovil kraljevo oblast nad arhipelagom Zeeland, večino Jutlanda in delom Funena. V 50. letih 14. stoletja mu je uspelo pridobiti nazaj tudi preostale province. Leta 1358 je osvojil grad Nordborg na Alsu in naslednje leto preživel plemiško vstajo, ki jo je vodil Niels Bugge. Po spravi med vlado in opozicijo leta 1360 je osvojil Schonen in naslednje leto v bitki pri Visbyju hanzeatsko mesto Visby na Gotlandu, s čimer si je tudi pridobil naziv "gospodar Gotlandcev".

### Valdemarjevi vojni
Valdemarjeva širitvena politika je naletela na odpor konkurenčnih hanzeatskih mest. Prva vojna med  Hanso in Dansko  je bila za Dansko uspešna. Osvojila je Skanijo in njeno tržišče, v drugi vojni od leta 1368 do 1370 pa je bila poražena in bila zaradi pomorske blokade prisiljena skleniti z Norveško separatni mir.
Vojno je začela Kölnska konfederacija leta 1367, natančneje Hansa, vojvoda Albreht Mecklenburški in grofje Holsteinski, da bi zagotovili stare trgovske privilegije in pridobili nadzor nad Øresundom. Valdemar  je prepustil vodenje vojne svojemu privržencu Henningu Podebusku. Sam se je takrat odpravil v Evropo, verjetno iskat nove zaveznike. 
Mecklenburžani in Holsteinci so načrtovali popolno razdelitev Danske: vojvoda Albreht naj bi prejel Zelandijo, Møn in Falster, njegov sin, švedski kralj Albreht, Skanijo in Gotland, holštajnski grofje pa Jutland, Funen in Langeland. Ker vojvoda Albreht ni imel dovolj oboroženih sil, je poklical na pomoč pirate. 
Leta 1370 so hanzeatska mesta pod vodstvom Lübecka v Stralsundu dosegla zanje ugoden ločen mirovni sporazum. Za 15 let so prejela trdnjave Helsingborg, Malmö, Skanør in Falsterbo, ki so jih odkupila za 12.000 mark v čistem srebru. Carine v Øresundu so se namesto v blagajno Danske začele stekati  v blagajno Hanzeatske lige. Poleg tega danski cesarski svet ni več smel voliti kralja brez predhodnega soglasja Hanzeatske lige. Vojvoda Albreht se je počutil prezrtega in je naslednje leto sklenil separatni mir z Dansko. V njem je bila določba, da mora po Valdemarju Atterdagu danski kralj postati Albrehtov vnuk Albreht.

### Zadja leta
V zadnjih letih svojega vladanja si je Valdemar prizadeval pridobiti nadzor nad Schleswigom, vendar je pred uresničitvijo svojih načrtov leta 1375 umrl v gradu  Gurre v severni Zelandiji.
Valdemar je poskrbel za dobre odnose s papežem, ki ga je obiskal leta 1364, in posvetnimi vladarji, med njimi z Ludvikom Bavarskim, Karlom IV., in z  Mecklenburgom, ki bi lahko bil njegov dragocen zaveznik proti Švedski in holštajnskim grofom. 
V okviru svojega imperija si je prizadeval zapolniti prosta mesta v Cerkvi z lojalnimi osebami in povečati dohodke, predvsem z ostro davčno politiko.
Valdemar IV. je bil eden od najpomembnejših danskih srednjeveških kraljev. Primarni viri dajejo vtis inteligentnega, ciničnega, neusmiljenega in premetenega vladarja z zanesljivim političnim in poslovnim nagonom, kot ga je več kot sto let pozneje propagiral Niccolò Machiavelli. Njegov naslednik je bil njegov vnuk Olaf III., sin njegove hčere Margarete in Hakona VI. Norveškega, sina švedskega kralja Magnusa II.
Okoli kralja se pletejo številne legende in zgodbe. Je junak Sage o divjem lovcu. Slavna legenda o njegovi ljubici Tove, ki je bila umorjena na pobudo kraljice, je navdihnila številne romantične pesmi. Zdi se, da je bil junak te legende prvotno  njegov prednik Valdemar I.

## Potomci
- Krištof  (1341/1344–1363), imenovan Junker Krištof, kronski princ Danske in vojvoda Laalanda in Hallanda, pokopan v roskildski stolnici
- Margareta (1345–1350) ?
- Ingeborg (1347–ok. 1370), leta 1362 poročena s Henrikom Mecklenburškim
- Katarina (* 1349), umrla kot otrok
- Valdemar (* 1350), umrl kot otrok
- Margreta (1353–1412), kasneje kraljica Margreta I. Danska